# Oborín
Oborín este o comună slovacă, aflată în districtul Michalovce din regiunea Košice, pe malul râului Laborec⁠(d). Localitatea se află la altitudinea de 104 m deasupra n.m., se întinde pe o suprafață de 43,78 km2 și în 2017 număra 724 de locuitori. Se învecinează cu comuna Veľké Raškovce.

## Istoric
Localitatea Oborín este atestată documentar din 1221.

## Demografie
| An:                | 1994 | 2004   | 2014   | 2024   |
| ------------------ | ---- | ------ | ------ | ------ |
| Număr de persoane: | 657  | 710    | 728    | 687    |
| Diferență:         |      | +8,06% | +2,53% | −5,63% |

| An:                | 2023 | 2024   |
| ------------------ | ---- | ------ |
| Număr de persoane: | 676  | 687    |
| Diferență:         |      | +1,62% |